# Wii U GamePad
Wii U GamePad – kontroler przypominający tablet firmy Nintendo przeznaczony dla konsoli Wii U. Jest wyposażony w ekran dotykowy LCD o przekątnej ekranu 6,2 cala oraz wszystkie przyciski, które posiada Wii U Pro Controller. Ponadto kontroler posiada żyroskop, akcelometr, wbudowaną kamerę (możemy prowadzić wideorozmowy), głośniki stereo, przyciski do obsługi telewizora, funkcję wibracji oraz wsparcie dla technologii NFC.